# Raymond Victor Franz
Raymond Victor Franz (8 de maio de 1922 - 2 de junho de 2010) foi um membro do Corpo Governante das Testemunhas de Jeová de 20 de outubro de 1971 até 22 de maio de 1980, e serviu na sede mundial da organização por quinze anos, de 1965 até 1980. Franz afirmou que o pedido de sua renúncia e sua desassociação posterior foi decorrente das denúncias de sua apostasia da fé. Franz escreveu dois livros - Crise de Consciência, (Crisis of Conscience - 1ª edição em inglês em 1983, 516 páginas), e "Em Busca da Liberdade Cristã", (In Search of Christian Freedom - 1ª edição em inglês em 1991, 732 páginas) - que relata suas experiências pessoais relacionadas com a Watch Tower Bible and Tract Society e seus pontos de vista sobre os ensinamentos das Testemunhas de Jeová.

## Sua formação
Raymond Franz era filho de pais que tinham feito parte do movimento dos "Estudantes da Bíblia" (a partir de 1931, chamados de Testemunhas de Jeová) desde o tempo da I Guerra Mundial. Seu pai foi batizado em 1913. Além dos seus pais, três dos seus avós estiveram filiados com a Sociedade Torre de Vigia de Bíblias e Tratados (dos EUA), tal como quatro tios – um irmão da sua mãe e três irmãos do seu pai (incluindo Frederick William Franz, que viria a ser Presidente da STV). O mais novo destes três irmãos, e sua esposa, saíram da religião depois que suas expectativas não  se cumpriram para o ano de 1925. Aos 16 anos, em 1938, juntamente com suas duas irmãs mais velhas, tornou-se publicador de congregação. É batizado a 1 de janeiro de 1939. Uma de suas irmãs frequentou a Escola Bíblica de Gileade da Torre de Vigia e serviu como missionária durante algum tempo no Brasil.
Depois de terminar o ensino secundário, em 1940, Raymond tornou-se evangelizador de Tempo integral (Pioneiro Regular) das Testemunhas de Jeová. Em junho desse ano, foi designado como Pioneiro Especial (evangelizador de Tempo integral com quota de serviço de 175 horas mensais). Em 1944, cursou a Escola Bíblica de Gileade da Torre de Vigia durante cinco meses. Após formatura, em 1946, foi designado para servir na França. Porém, acabou por ser designado por um ano e meio como Superintendente de Circuito nos estados norte-americanos do Alabama e parte da Califórnia. Mais tarde, foi enviado como missionário para Porto Rico e Ilhas Virgens, e depois, para a República Dominicana. Foi em Porto Rico, em 1959, que conheceu Cynthia, que viria a ser sua esposa e companheira no serviço missionário.
Em 1957, foi expulso da República Dominicana pelo ditador Rafael Trujillo. Casou-se em 1959 e continuou no serviço missionário nas Ilhas Virgens junto com sua esposa. Em 1961, retornaram à República Dominicana como missionários e lá permaneceram por cinco anos, numa época de grande agitação política e de guerra civil. As atividades religiosas das Testemunhas de Jeová estavam proibidas e seus missionários estrangeiros estavam sendo expulsos do país. É designado como Superintendente de Filial. Em 1964, Nathan Knorr convidou Raymond para fazer parte do pessoal da Sede Mundial, ingressando no Serviço de Betel de Brooklyn.
No ano seguinte, foi designado para trabalhar no Departamento de Redação da STV (dos EUA), cujo superintendente era Karl Adams. Foi lhe pedido que ajudasse a elaborar uma enciclopédia bíblica para as Testemunhas de Jeová. Nesse projeto, ele colaborou com outras quatro pessoas da Sede Mundial, escrevendo o que viria a ser o livro Ajuda ao Entendimento da Bíblia (1969, na ed. portuguesa em 1982). Essa obra serviu de base para a nova enciclopédia bíblica das Testemunhas de Jeová, em 2 volumes (3 volumes na ed. portuguesa) sob o nome Estudo Perspicaz das Escrituras (publicado em 1988). Depois de terminado o projeto envolvendo o Ajuda ao Entendimento da Bíblia, em 20 de outubro de 1971, foi convidado para ser membro do Corpo Governante das Testemunhas de Jeová, servindo como membro da Comissão de Redação. Serviu ainda por diversas vezes na qualidade de Superintendente de Zona.

## A sua crise de consciência
Depois de servir nessas funções durante 9 anos, ele chegou a uma "Crise de Consciência". Raymond afirma ter vivido um conflito de consciência entre a Lei de Deus conforme expressa na Bíblia e a lealdade a uma organização religiosa e suas normas. Em 1980, com 58 anos de idade, Raymond pede sua resignação de membro do Corpo Governante e deixa o Betel de Brooklyn. Ele e Cynthia se mudaram para a cidade de Gadsden, no Alabama, tendo Peter Gregerson lhe dado trabalho em seu supermercado.
Após isso, o casal Franz continuaram servindo como publicadores na Congregação de Gadsden Leste. Em 31 de dezembro de 1981, ambos são desassociados. Raymond e Cynthia Franz conseguiram uma casa agradável numa área semi-rural a cerca de 50 km a oeste de Atlanta. A generosidade não solicitada e inesperada de outras pessoas ajudou a tornar isto possível para eles. O casal Franz também recebia numerosos visitantes de muitos países.

## Desassociação
Em 31 de dezembro de 1981, Raymond e sua esposa são desassociados por uma Comissão Judicativa da congregação local após ter almoçado com Peter Gregerson, o qual havia se dissociado da religião e tinha práticas apóstatas. Gregerson, era seu amigo e também seu patrão e senhorio (casal Fraanz moravam então numa casa móvel num terreno pertencente a Gregerson). Segundo Raymond, ele foi desassociado "sob a acusação de que que tinha almoçado num restaurante com uma pessoa dissociada", o qual depois também se tornou apóstata.
Nesse tempo, o Corpo Governante melhorou seus ensinos com respeito à associação com membros dissociados, publicando novas diretivas através da revista A Sentinela de 15 de setembro de 1981. Entre as Testemunhas de Jeová, diz-se que foi desassociado por Apostasia da Fé Cristã, baseando - se em 1 Coríntios 5:11-13.
""Mas eu lhes escrevo agora que parem de ter convivência com qualquer um que se chame irmão, mas que pratique imoralidade sexual, ou que seja ganancioso, idólatra, injuriador, beberrão ou extorsor; nem se quer comam com tal homem""
Por ter sido membro do Corpo Governante e sobrinho do então Presidente da STV, a expulsão de Raymond atraiu muita atenção entre as Testemunhas de Jeová, dos dissidentes e do público em geral. Quando a revista Time contou sua história na edição de 22 de fevereiro de 1982, pág. 66, isso resultou num volume crescente de correspondência. Por tal razão, Raymond Franz decidiu escrever um livro que apresentasse uma explicação pública documentada sobre o que de fato aconteceu. O resultado foi o livro Crise de Consciência, que agora têm uma circulação internacional em várias línguas.

## Falecimento
No dia 30 de maio de 2010, Raymond sofreu um acidente vascular cerebral (AVC), ficando em coma profundo por quase dois dias sem registro de atividade cerebral. Sua esposa, Cynthia, autorizou o desligamento dos aparelhos de suporte à vida[carece de fontes?] e Raymond veio a falecer às 13:37 (hora local) do dia 2 de junho, aos 88 anos.